# Mònica Batet Boada
Mònica Batet Boada (el Pont d'Armentera, 1976) és una escriptora i filòloga catalana que actualment treballa com a professora de català al Servei Lingüístic de la Universitat Rovira i Virgili. El 2005 va guanyar el premi de novel·la curta Just Manuel Casero, que va publicar el 2006 Empúries amb el títol L'habitació grisa. Ha col·laborat en programes culturals i en diverses revistes com Paper de Vidre i Bvalls de Lletres.

## Obres
- Narracions de dones 7, Terrassa, Ajuntament de Terrassa, 2003. ISBN 9788486838898
- L'habitació grisa, Barcelona, Editorial Empúries, 2006. ISBN 9788497871723
- El lector ideal, Terres de l'Ebre, Editorial Petròpolis, 2010. ISBN 9788461397273
- No et miris el Riu, Barcelona, Editorial Meteora, 2012. ISBN 9788492874651
- Neu, óssos blancs i alguns homes més valents que els altres, Barcelona, Editorial Meteora, 2015. ISBN 9788494362989
- Cafè Berlevag, Onada Edicions 2016
- Nou illes al Nord, Barcelona, Més llibres 2019
- Dins del cor de Chopin, Barcelona, Empúries, 2020. ISBN 9788417879266
- Una història és una pedra llançada al riu, Angle Editorial, 2023. ISBN 9788419017468

### Participació en volums col·lectius
- Veus de la nova narrativa catalana, edició a càrrec de Lolita Bosch, Barcelona, Editorial Empúries, 2010. ISBN 9788497876681
- Voces. Antología de narrativa catalana contemporánea, edició a càrrec de Lolita Bosch, Barcelona, Editorial Anagrama, 2010. ISBN 9788433972170
- 24 contes al dia, Barcelona, Paper de vidre 2019